# Grabmal Robert Cauer der Jüngere
Das Grabmal Robert Cauer der Jüngere ist ein Grabmal in Darmstadt.

## Geschichte und Beschreibung
Das Grab Robert Cauers schmückt ein Relief.
Das Grabrelief heißt „Abschied“ und ist ein Werk des Künstlers selbst.
Im Halbrelief zeigt es zwei Männer, die sich zum Abschied die Hand reichen, – einer der beiden (links) bleibt zurück; der andere (rechts) geht auf Wanderschaft.
Es symbolisiert den Tod und die Trauer der Hinterbliebenen. 
Grabstelle: Alter Friedhof III Mauer 46.